# Villafranca del Campo
Villafranca del Campo – gmina w Hiszpanii, w prowincji Teruel, w Aragonii, o powierzchni 66,55 km². W 2011 roku gmina liczyła 323 mieszkańców.